# Isortoq (Sisimiut)
Isortoq [iˈsɔtːɔq] (nach alter Rechtschreibung Isortoĸ) ist eine wüst gefallene grönländische Siedlung im Distrikt Sisimiut in der Qeqqata Kommunia.

## Lage
Isortoq liegt auf einer nadelförmigen Halbinsel namens Nuussuaq an der Mündung des Sisimiut Isortuat (Nordre Isortoq). Drei Kilometer westlich befindet sich die Insel Ukiivik (Sydbay), wo 1754 die Kolonie Holsteinsborg gegründet wurde, bevor diese nach Sisimiut versetzt wurde. Die Entfernung nach Sisimiut beträgt 31 km nach Süden.

## Geschichte
Isortoq wurde 1901 von Bewohnern von Sisimiut besiedelt. Ab 1911 war Isortoq der einzige Wohnplatz der Gemeinde Holsteinsborg. Die Bewohner lebten in drei Häusern. Weil Isortoq so abgelegen war, hatte der KGH zwei als Depots fungierende Torfmauerhäuser am Wohnplatz errichtet, um die Bewohner mit dem notwendigsten zu versorgen.
Im Herbst 1918/19 zogen die 24 Bewohner nach Sisimiut, wo sie jedoch Hunger litten. Daher kehrten sie bereits im nächsten Jahr nach Isortoq zurück. Unter ihnen waren fünf Jäger und ein Fischer. Einer der Jäger im Ort arbeitete nebenher als Katechet. Die Bewohner lebten hauptsächlich von der Robben- und Fuchsjagd.
1930 lebten bereits 55 Menschen in Isortoq. 1941 verließen die zu dem Zeitpunkt nur noch 37 Bewohner den Ort, der seither aufgegeben ist.